# Dragonquest
Pour plus de détails, voir Fiche technique et Distribution.
Dragonquest (litt. « La quête du dragon ») est un film américain réalisé par Mark Atkins, sorti en 2009.

## Synopsis
Lorsqu’un ancien sorcier invoque une bête mythologique, un jeune héros est chargé de réaliser une série de tâches pour réveiller un dragon spécial. Ce dragon devrait être capable d’aider le jeune héros à vaincre le monstre.

## Fiche technique
Sauf indication contraire, les informations mentionnées dans cette section peuvent être confirmées par la base de données cinématographiques IMDb,  présente dans la section « Liens externes ».
- Titre original : Dragonquest
- Réalisation : Mark Atkins
- Scénario : Brian Brinkman et Micho Rutare
- Musique : Sanya Mateyas et Chris Ridenhour
- Décors : Hillary Harper
- Costumes : Jennifer L. Beck
- Photographie : Mark Atkins
- Montage : Brian Brinkman
- Production : David Michael Latt et David Rimawi
- Société de production et de distribution : The Asylum
- Pays de production :  États-Unis
- Langue originale : anglais
- Format : couleur - 1,78:1 - son Dolby stéréo
- Genre : action, aventure, fantastique
- Dates de sortie :
  - États-Unis : 31 mars 2009
  - France : 15 juin 2022 sur Prime Video[1]

## Distribution
- Marc Singer : Maxim
- Brian Thompson : Kirill
- Jason Connery : Gurion
- Daniel Bonjour : Arkadi
- Jennifer Dorogi : Katya
- Russell Reynolds : Anson
- Jack Goldenberg : Frank
- Richard Lund : le Roi Agmar
- Jonathan Nation : Rachek
- Nihilist Gelo : Svetka
- Mona Lee Goss : la mère de Maxim
- Elvis Naumovski : le général Tolfar

## Production

### Tournage
Le tournage a lieu en Californie, dont Cantil, Los Angeles et Malibu.

## Accueil
Le film est sorti le 31 mars 2009 aux États-Unis. En France, il est mis en ligne le 15 juin 2022, sous le titre de Dragonquest : Le Réveil du dragon, sur Prime Video